# 直连式存储
直连式存储（简写：DAS），是指直接和计算机相连接的数据储存方式，与依赖于计算机网络连接存储器的存储区域网络（SAN）和網路附加儲存（NAS）相对的存储方式，实际上“直连式存储”这一名称本身是在网络存储方式出现以后才有的称谓；像固态硬盘、机械硬盘、光盘驱动器这一类和计算机直接相连的存储设备都是属于直连式存储设备。

## 概述
直连式存储又可分为内直连式存储和外直连式存储。内直连式存储是指存储设备与服务器通过串行或并行SCSI总线接1：3电缆直接集成在一起，但SCSI总线自身有传输距离和挂载设备的限制。外直连式存储通过SCSI或光纤通道将服务器和外部的存储设备直接连接，与内直连式存储相比，外直连式存储可通过光纤通道克服传输距离和挂载设备的限制。对于少量PC机或服务器，使用直连式存储连接简单、易于配置和管理、费用较低，但这种连接方式下，因每台计算机单独拥有自己的存储磁盘，所以不利于存储容量的充分利用和服务器间的数据共享，而且存储系统没有集中统一的管理方案，也不利于数据维护，因此直连式存储不适合作为企业级的存储解决方案。